# Tocomadam
De Tocomadam (Planta Hidroeléctrica "Manuel Piar") is een Venezolaanse stuwdam in de rivier de Caroní, 85km van de stad Ciudad Guayana in de staat Bolívar in Venezuela.
Tien Kaplanturbines van elk 235 MW zijn gebouwd door het Argentijnse bedrijf IMPSA.